# Acuto (Italia)
Acuto (Aùto in dialetto locale) è un comune italiano di 1 808 abitanti della provincia di Frosinone nel Lazio.

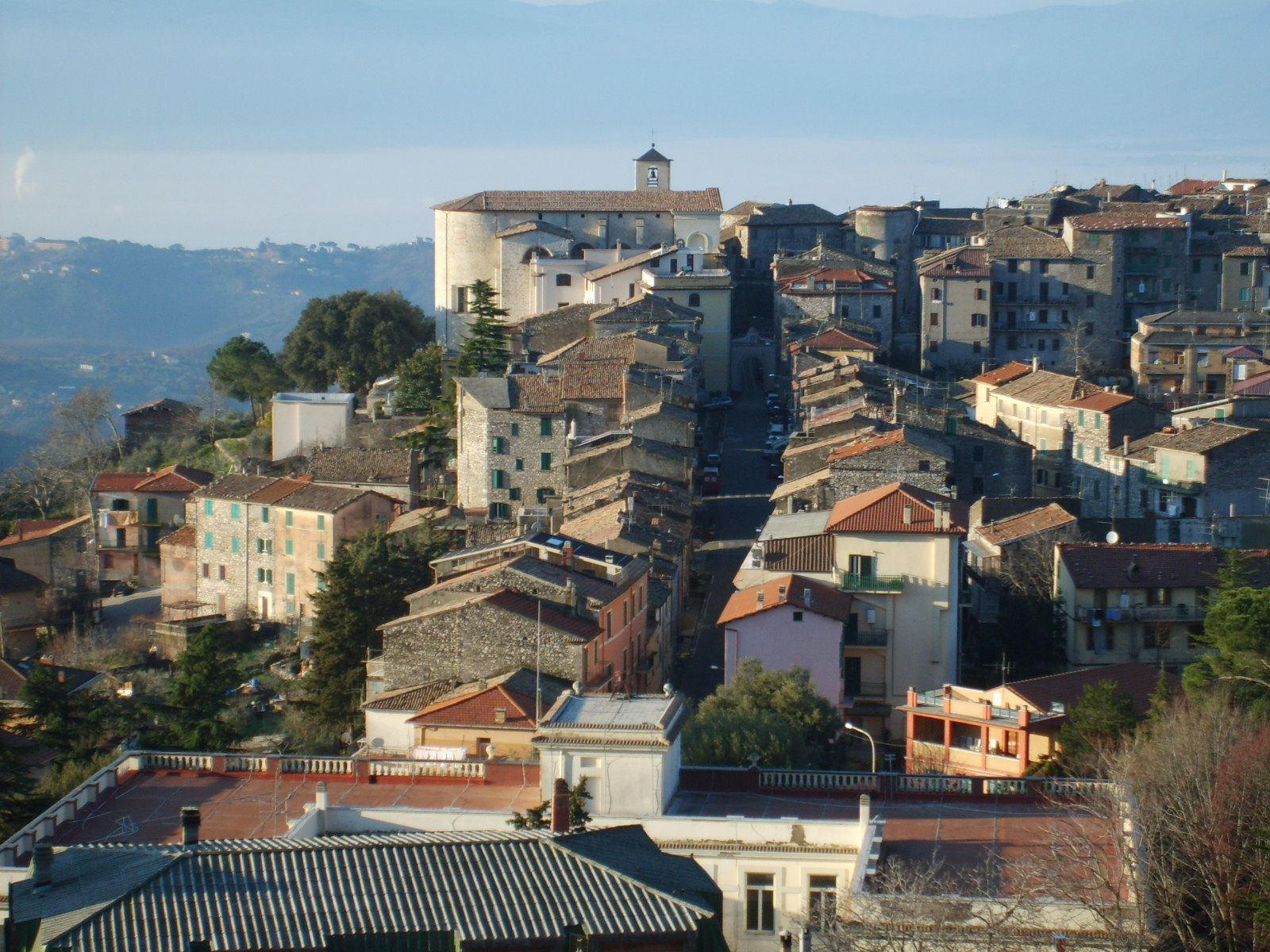
Centro cittadino

## Geografia fisica

### Territorio
Acuto sorge a 724 metri di altezza sul livello del mare, su un costone dei monti Ernici. In posizione dominante sulla sottostante Valle del Sacco. Nel territorio comunale cadono le cime del Monte Carmine (1050 m s.l.m.) e del Colle Madama (920 m s.l.m.).

### Clima
Acuto ha un clima piuttosto rigido e ventoso d'inverno, con nevicate abbastanza frequenti, ma secco e tollerabile, mentre nelle stagioni primaverile e autunnale offre temperature miti e gradevoli. Frequenti piogge autunnali. L'estate è invece calda, ma resa gradevole da frequenti brezze serali, tali da rendere i mesi di luglio e agosto molto ricercati per la villeggiatura.

## Storia
Acuto venne fondata nel V secolo da abitanti di Anagni fuggiti da un'invasione, ma dei ritrovamenti hanno dimostrato che esisteva già un piccolo centro abitato prima della fondazione. Le prime fonti più accurate provengono dal 1051, dove si parla di una roccaforte situata nei pressi di Anagni, il Castrum Acuti. La rocca fu dominata da vari signorotti locali e dai vescovi di Anagni in alternanza, fino alla fine del XIV secolo, quando tornò in mano ai vescovi. Dal XV secolo in poi, Acuto si legò sempre di più ad Anagni (infatti agli abitanti di Acuto venne data anche la cittadinanza di Anagni nel 1478) e di conseguenza al papato.
Nel 1557 la Spagna dichiarò guerra al Papa, e così Anagni, insieme ad altri centri della Campagna fu attaccata da Marcantonio Colonna, a capo di un esercito di soldati spagnoli, che distrusse Frosinone. Gli abitanti, durante l'assedio, si trasferirono a Paliano, un'altra roccaforte vicina che venne anch'essa distrutta dagli spagnoli. La guerra si concluse con la vittoria della Spagna, ma Acuto non ne fu devastata, come invece accadde alle altre città vicine. In seguito, avendo un ruolo predominante sulle altre città, Acuto si scontrò più volte nel corso dei secoli con Anagni, che tentava di riacquistare la supremazia perduta. Dopo molte lotte, gli scontri fra Anagni e Acuto finirono nel 1806, anno in cui per Acuto cominciò un declino.
Dal 1809 al 1814 Acuto fu, come il resto della regione, sotto il dominio francese. Il comune poi ritornò in mano del papa, ma dal 1815 al 1825 fu tormentata dal brigantaggio.
Nel 1870, a seguito della fine del potere temporale e la conquista di Roma, il comune passò al Regno d'Italia.
Acuto è il luogo di fondazione della congregazione delle suore adoratrici del Sangue di Cristo.

### Simboli
Lo stemma è stato riconosciuto con D.P.C.M. del 3 settembre 1951.
Il gonfalone, concesso con D.P.R. dell'8 settembre 1952, è costituito da un drappo di azzurro.

## Monumenti e luoghi d'interesse

### Architetture religiose
- Chiesa di Santa Maria Assunta, l'edificio originale risale alla fine del XI secolo;
- Chiesa di San Pietro, risale al XIII secolo;
- Chiesa di San Sebastiano, risale al XIII secolo ed ha conservato la statua della Madonna col Bambino realizzata dal Maestro della Madonna di Acuto;[7]
- Chiesa di Santa Maria Maddalena;
- Chiesa Madonna di Mezzo Monte;

### Aree naturali
- Lago Volubro Suso, è una dolina poco distante dal paese, si è formato dentro una depressione a forma di imbuto dove sul fondo si accumula la terra argillosa rossa ed impermeabile, il laghetto è di origine carsica.[8]
- Sentiero Natura Cesa Rotonda, realizzato nel 1996, ristrutturato nel 2014,come ausilio didattico per gli studenti della scuola dell'obbligo, la cui volontà era quella di incentivare un interesse per la natura. Il sentiero si raggiunge percorrendo la strada per il Volubro Suso ed è posto ad una quota di circa 830 m. s.l.m, con una lunghezza di 1.800 m.. È stato costruito dalla forestale durante il rimboschimento della zona, è un percorso ad anello e per compiere il giro completo ci si impiega all'incirca un'ora, lungo il percorso è possibile osservare il panorama sulla valle del Sacco, sono presenti aree attrezzate e cartelli informativi.

## Società

### Evoluzione demografica
Abitanti censiti

### Etnie e minoranze straniere
Al 31 dicembre 2015 ad Acuto risultavano residenti 72 cittadini stranieri (3,75%), le nazionalità più rappresentate sono:
- Romania: 53 (2,76%)

## Cultura

### Cucina
- Vini della Denominazione di Origine Controllata e Garantita Cesanese del Piglio DOCG, prodotti nel territorio comunale, e in quelli limitrofi.

## Economia
Di seguito la tabella storica elaborata dall'Istat a tema Unità locali, intesa come numero di imprese attive, ed addetti, intesi come numero di addetti delle imprese locali attive (valori medi annui).
|           | 2015                  |                              |                            |                |                       |                     | 2014                  |                | 2013                  |                |
| --------- | --------------------- | ---------------------------- | -------------------------- | -------------- | --------------------- | ------------------- | --------------------- | -------------- | --------------------- | -------------- |
|           | Numero imprese attive | % Provinciale Imprese attive | % Regionale Imprese attive | Numero addetti | % Provinciale Addetti | % Regionale Addetti | Numero imprese attive | Numero addetti | Numero imprese attive | Numero addetti |
| Acuto     | 94                    | 0,28%                        | 0,02%                      | 177            | 0,17%                 | 0,01%               | 97                    | 176            | 110                   | 198            |
| Frosinone | 33 605                |                              | 7,38%                      | 106 578        |                       | 6,92%               | 34 015                | 107 546        | 35 081                | 111 529        |
| Lazio     | 455 591               |                              |                            | 1 539 359      |                       |                     | 457 686               | 1 510 459      | 464 094               | 1 525 471      |

Nel 2015 le 94 imprese operanti nel territorio comunale, che rappresentavano lo 0,28% del totale provinciale (33 605 imprese attive), hanno occupato 177 addetti, lo 0,17% del dato provinciale; in media, ogni impresa nel 2015 ha occupato poco meno di due addetti (1,88).

## Infrastrutture e trasporti

### Strade
Il territorio comunale è attraversato dalla strada regionale 155 di Fiuggi, ex strada statale, la via di comunicazione che collega Frosinone a Latina.

## Amministrazione
Nel 1927, a seguito del riordino delle circoscrizioni provinciali stabilito dal regio decreto n. 1 del 2 gennaio 1927, per volontà del governo fascista, quando venne istituita la provincia di Frosinone, Acuto passò dalla provincia di Roma a quella di Frosinone.

### Altre informazioni amministrative
- Fa parte della Comunità montana Monti Ernici